# عفيفة صعب
عفيفة فندي صعب (1900 - 17 يوليو 1989) صحفية ومدرسة لبنانية من رائدات النهضة النسائيّة في الشرق.  ولدت في الشويفات، وتلقت علومها في مدرسة الإنجليز في بيروت ثم في مدرسة الشويفات الوطنية. أصدرت مجلة الخدر في تموز 1919 في الشويفات في لبنان، وهي مجلة شهرية نسائية، علمية وأدبية، استمرت ثماني سنوات حتى عام 1927. واشتركت مع أختها في تأسيس مدرسة الصراط في عاليه عام 1925، كما كتبت للمجلات :التهذيب، المعارف، المقتطف وصوت المرأة. كانت معروفة في لبنان والعالم العربي وتعد بين الرائدات اللواتي عملن في تحقيق النهضة النسائية في الشرق فكانت عضواُ بارزاً في عدد من الجمعيات والهيئات النسائية. 

## سيرتها
ولدت عفيفة بنت فندي بن قاسم صعب في الشويفات سنة 1900 ودرست في مدرسة الإنجليز في بيروت وتخرجت في مدرسة بروكر التي‌ أصحبت بعدئذٍ مدرسة الشويفات الوطنية أو مدرسة القسيس طانيوس سعد. بدأت حياتها العملية بالاشتغال في الصحافة، فراسلت الكثير من الصحف العربية والأجنبية، وكتبب في كثير من الصحف منها المعارف والتهذيب والمقتطف وصوت المرأة وسافرت إلى الولايات المتحدة لكي تطّلع على مناهج التعليم هناك، ثم أنشأت مجلة الخدر سنة 1919 التي استمرت في الصدور ثماني سنوات متواصلة في خدمة المرأة والأدب والعلم والمجتمع. 

مارست التعليم لسنوات عدة في لبنان وفي العراق وفي سنة 1925 أنشأت في عاليه مدرسة الصراط بالاشتراك مع شقيقتيها الأديبتين فطينة وزياد، وقضت حياتها في التعليم. وكانت في خلال ذلك لا تمسك القلم عن كتابة بعض المقالات في الصحف والمجلات، ولا تبخل على من يدعوها إلى إقامة أمسية، أو إلقاء محاضرة أو الإدلاء بحديث. 

كانت عضواً بارزاً في عددٍ من الجمعيات والهيئات النسائية، وقد منحتها الدولة اللبنانية سنة 1958 وسام الأرز من رتبة صابط تقديراً لجهادها، كما حفلة تكريمية أقيمت لها في الشويفات سنة 1982، تكلم فيها عدد كبير من الخطباء، من رجال الفكر والأدب.
توفيت في عاليه يوم الاثنين 17 تموز 1989.

## مؤلفاتها
لها دراسة بعنوان الواقع الدرزي وحتمية التطور مع غيرها من الأدباء، صدرت في بيروت عام 1962، ومذكرات بعنوان دوحة الذكرى وعشرات المقالات.

## وصلات خارجية
- عفيفة صعب، تجارب وأبعاد (موقع الحكواتي)
- عفيفة صعب في الأرشيف صخر
- مجلة «الخدر» النسائية بقلم سهام ناطور